# Hombourg-Budange
Hombourg-Budange è un comune francese di 519 abitanti situato nel dipartimento della Mosella nella regione del Grand Est.

## Società

### Evoluzione demografica
Abitanti censiti